# Pierre Frag
Pierre Graf, dit Pierre Frag, est un acteur français, né à Paris le 7 avril 1929 et mort le 26 juin 1986 dans la même ville.

## Biographie
Pierre Frag débute après-guerre au théâtre : il se produit d'abord au Théâtre des Célestins à Lyon, dans la compagnie de Marcel Cuvelier, puis reprend le rôle du capitaine des pompiers dans La Cantatrice chauve au Théâtre de la Huchette, sous la direction de Nicolas Bataille. Il débute au cinéma en 1957, en tenant un petit rôle dans Ascenseur pour l'échafaud. Il mène ensuite une longue carrière sur les planches et à l'écran. C'est cependant au théâtre qu'il trouve ses rôles les plus intéressants, le cinéma lui valant avant tout des emplois secondaires. Sur grand écran, on le remarque notamment en 1965 dans Les Grandes Gueules, où il joue le souffre-douleur de la brute interprétée par Jess Hahn. Il apparaît également dans divers téléfilms. À la fin des années 1960, et pendant les années 1970, il participera souvent à des émissions télévisées de variétés, ou de divertissements. Depuis son rôle très remarqué dans le film Les Grandes Gueules, il était très populaire. Il meurt à 57 ans, d'un cancer de l'œsophage.

## Filmographie

### Cinéma
- 1953 : Crazeologie de Louis Malle (court-métrage), 8 min  - (Film de fin d'étude pour l'IDHEC) : Frédé, un des jeunes hommes de l'appartement
- 1957 : Ascenseur pour l'échafaud de Louis Malle : un consommateur à la brasserie
- 1958 : Les Amants de Louis Malle
- 1960 : Boulevard de Julien Duvivier : Julius Rosenthal
- 1962 : Adieu Philippine de Jacques Rozier : Dédé
- 1963 : La Belle Vie de Robert Enrico
- 1965 : La Prise de pouvoir par Louis XIV de Roberto Rossellini : Marinier - Film pour la télévision diffusé en salles -
- 1965 : Les Grandes Gueules de Robert Enrico : Fanfan, le souffre-douleur de Nénesse
- 1966 : C'est écrit dans le ciel : Les poissons (court métrage) de Marc Damain
- 1968 : Petit pêcheur, petit poisson (court métrage), 28 min, de Jean-Louis Van Belle : le pêcheur malhabile
- 1968 : Les Joueurs (court métrage), 13 min, de Jean-Louis Van Belle
- 1970 : Dernier Domicile connu de José Giovanni : l'homme aux sandwiches
- 1971 : Macédoine de Jacques Scandelari
- 1971 : La Coqueluche de Christian-Paul Arrighi
- 1972 : Les Caïds de Robert Enrico
- 1972 : Quelque part quelqu'un de Yannick Bellon
- 1973 : France société anonyme d'Alain Corneau
- 1974 : Le Futur aux trousses de Dolorès Grassian
- 1974 : Nada de Claude Chabrol
- 1974 : Voyage en Grande Tartarie de Jean-Charles Tacchella
- 1975 : Les Onze mille verges d'Éric Lipmann : "La Chaloupe"
- 1975 : Calmos de Bertrand Blier
- 1975 : Attention les yeux de Gérard Pirès : le passant agressé - dans la bande annonce du film
- 1976 : La Nuit de Saint-Germain-des-Prés de Bob Swaim
- 1976 : Jamais plus toujours de Yannick Bellon
- 1976 : Monsieur Klein de Joseph Losey : le vendeur de journaux
- 1977 : La Menace d'Alain Corneau : Maurice
- 1978 : Judith Therpauve de Patrice Chéreau : le concierge du stade
- 1978 : Je te tiens, tu me tiens par la barbichette de Jean Yanne
- 1978 : Les Ringards de Robert Pouret
- 1979 : Buffet froid de Bertrand Blier : l'homme divorcé
- 1980 : Voulez-vous un bébé Nobel ? de Robert Pouret : Coquerel
- 1980 : La Petite Sirène de Roger Andrieux : Robert, le serveur
- 1980 : Asphalte de Denis Amar : le marchand de valises
- 1981 : San-Antonio ne pense qu'à ça de Joël Séria : Alfred
- 1982 : Le Ruffian de José Giovanni : John
- 1983 : Rue barbare de Gilles Béhat : Benvenuto Temporini
- 1984 : Pinot simple flic de Gérard Jugnot : le patron du Sex-Shop
- 1984 : Les Ripoux de Claude Zidi : Pierrot
- 1984 : Le Garde du corps de François Leterrier : l'automobiliste au bord du ravin
- 1985 : Le Mariage du siècle de Philippe Galland : l'aide de camp

### Télévision
- 1967 : Allô Police (1 épisode)
- 1967 : Salle n° 8 de Robert Guez et Jean Dewever : un patient alcoolique (ép. 12)
- 1969 : Que ferait donc Faber ? (série) réal. par  Dolorès Grassian
- 1972 : L'Homme qui revient de loin de Michel Wyn
- 1977 : Les Enquêtes du commissaire Maigret, épisode : Au rendez-vous des Terre-Neuvas de Jean-Paul Sassy
- 1978 : Messieurs les jurés : L'Affaire Montigny d'André Michel
- 1979 : Les Quatre Cents Coups de Virginie de Bernard Queysanne
- 1980 : Petit déjeuner compris - Feuilleton en 6 épisodes de 52 min - de Michel Berny : M. Verdun
- 1980 : Les Enquêtes du commissaire Maigret, épisode : Le Charretier de la Providence de Marcel Cravenne
- 1980 : Médecins de nuit de Peter Kassovitz, épisode : Un plat cuisiné (série télévisée)
- 1983 : Les Enquêtes du commissaire Maigret d'Alain Levent (série télévisée), épisode : La Colère de Maigret
- 1983 : Les Enquêtes du commissaire Maigret, épisode : Un Noël de Maigret de Jean-Paul Sassy
- 1987 : L'heure Simenon : Strip-tease  Michel Mitrani

## Théâtre
- 1957 : La Lettre perdue de Ion Luca Caragiale, mise en scène Marcel Cuvelier, Théâtre des Célestins
- 1957 : Scabreuse Aventure de Dostoïevski, mise en scène Georges Annenkov, Théâtre du Vieux Colombier
- 1959 : Spectacle Jean Tardieu, mise en scène Jacques Polieri, Théâtre de l'Alliance française
- 1968 : ...Et à la fin était le bang de René de Obaldia, mise en scène Marcel Cuvelier, Théâtre des Célestins
- 1974 : Chez Pierrot de Jean-Claude Grumberg, mise en scène Gérard Vergez, Théâtre de l'Atelier
- 1975 : La Folle de Chaillot de Jean Giraudoux, mise en scène Gérard Vergez, Théâtre de l'Athénée
- 1976 : Comme il vous plaira de William Shakespeare, mise en scène Benno Besson, Festival d'Avignon
- 1986 : Rhapsodie-Béton de Georges Michel, mise en scène Marcel Cuvelier, Théâtre de la Huchette